# Andrew Pakes
Andrew Elliot Pakes (né le 24 avril 1973 sous le nom d'Andrew Stone) est un homme politique britannique du Parti travailliste et coopératif qui est député de Peterborough depuis 2024. Il a précédemment été président de l’Union nationale des étudiants (NUS).

## Jeunesse
Pakes nait et grandit à Newport Pagnell, arrondissement de Milton Keynes, Buckinghamshire. Il fait ses études à l'école d'Ousedale, avant de poursuivre ses études à l'Université de Hull où il obtient une licence en politique et une maîtrise en gestion de l'environnement.

## Carrière politique
Membre actif des étudiants travaillistes, il est membre du comité exécutif national du Syndicat national des étudiants de 1996 à 2000 et est élu à deux reprises président national du NUS, occupant ce poste de 1998 à 2000. Il a auparavant occupé le poste de trésorier national de l'organisation de 1997 à 1998.
Après son mandat de président de la NUS, Pakes travaille pour l' Association des professeurs d'université (AUT, qui fait désormais partie de l'University and College Union) et pour l'adjoint au maire de Londres de l'époque, Nicky Gavron. Il travaille ensuite comme consultant en politique environnementale et de transport, et est président de l'Association socialiste pour l'environnement et les ressources (SERA, une campagne environnementale liée au Parti travailliste) et membre du Forum politique national du Parti travailliste, représentant les sociétés socialistes affiliées. Il est conseiller dans l'arrondissement londonien de Southwark de 2006 à 2010, se retirant cette année-là pour briguer le siège parlementaire de Milton Keynes North.
Il est conseiller spécial de Mary Creagh, travaillant avec l'équipe fantôme DEFRA. Il est le premier responsable des relations publiques pour les British Kebab Awards.
Il travaille ensuite comme responsable des communications, de l'organisation et des affaires externes au syndicat des sciences et de l'ingénierie Prospect. Il est auparavant dans les affaires publiques chez Tetra Strategy et a travaillé auparavant pour Connect Public Affairs.
De 2019 à 2022, Pakes est administrateur de Stonewall, une organisation caritative de défense des droits des lesbiennes, des gays, des bisexuels et des transgenres (LGBT).
Pakes se présente comme candidat du Parti travailliste et coopératif dans la circonscription de Milton Keynes Nord aux élections générales de 2010 où il est battu par le candidat du Parti conservateur Mark Lancaster. Il est candidat travailliste pour Milton Keynes Sud lors des élections générales de 2015 et perd face à Iain Stewart du Parti conservateur, Stewart augmentant sa majorité de près de 3 500 voix.
En juillet 2022, Pakes est choisi comme candidat travailliste pour le siège conservateur marginal de Peterborough et est élu en juillet 2024.